# 이와이 슌지
이와이 슌지(일본어: 岩井 俊二, 1963년 1월 24일 ~ )는 일본의 영화 감독, 영상 작가, 각본가, 음악가이다. 각본가로서는 아미노 산(網野 酸)이라는 필명을 사용하기도 한다.
미야기현 센다이시 출신.

## 경력
센다이 시립 니시타가 중학교, 미야기 현 센다이 제1고등학교를 거쳐, 1987년, 요코하마 국립 대학 교육학부 미술학과를 졸업했다. 학생 시절부터 소설가를 목표로 해, 미술의 학과에 들어간 것도 그 길에 영향이 되면 좋겠다는 생각 때문이었다고 한다. 그림은 어디까지나 취미로 그렸고, 만화도 그렸다. 졸업 전에도 취직 활동을 하지 않고, 어쨌든 영상 관계의 일에 들어서기 위해 아르바이트를 하면서 인맥을 넓혔다.
1988년, 빙 등의 뮤직 비디오 일을 시작한다. 1993년, 드라마 《if 만약에~쏘아올린 불꽃, 밑에서 볼까? 옆에서 볼까?》를 연출해, 일본 영화 감독 협회 신인상을 수상. 이 작품은 재편집되어 1994년에 극장 공개된다. 1995년, 첫 장편 영화 《Love Letter》를 감독.
그 후 장편·단품 작품을 순조롭게 공개해, 독특한 영상미로부터 〈이와이 미학〉 등이라 불리기 시작한다. 처음으로 다큐멘터리를 발표한 1999년부터 극영화의 감독업 이외에도 필드를 넓혀, 2000년에는 안노 히데아키 감독의 《식일》에 배우로서 출연. 새로운 기술에도 열중해, 일본 최초로 AVID에 의한 비선형 편집을 들여와, 《식일》과 같은 해에는 인터넷상의 BBS를 사용한 대중 참강 의한 소설 《릴리 슈슈의 모든 것》을 완성, 영화화한다. 이 영화도 HD24P라는, 필름 표현에 가까운 디지털 촬영에 의한 새로운 방법으로 행해져, 가편집은 ApplePowerBook이 사용되었다. 이 촬영법을 재빨리 들여온 한 사람이다. 또, 2003년에는 WEB 전달이라고 하는 새로운 상영 방법으로 《하나와 앨리스 (쇼트 필름)》을 공개.

## 작품

### 영상 작품

#### 드라마
- 본 적 없는 내 아이 (1991년 4월 17일 방영, 칸사이 TV 〈DRAMADOS〉, 감독·각본)
- 죽이러 온 남자 (1991년 12월 11일 방영, 칸사이 TV 〈DRAMADOS〉, 감독)
- 마리아 (1992년 3월 8일 방영, 칸사이 TV 〈DRAMADOS〉, 감독·각본)
- 하지 이야기 (1992년 9월 16일 방영, 칸사이 TV 〈장미 DOS〉, 감독·각본)
- 오믈렛 (1992년 10월 19일 방영, 후지 TV 〈La cuisine〉, 감독·각본)
- 통조림 게 (1992년 12월 7일 방영, 후지 TV 〈기묘한 이야기〉, 감독)
- GHOST SOUP (1992년 12월 21일 방영, 후지 TV 〈La cuisine〉, 감독·각본)
- 눈의 왕 (1993년 1월 6일 방영, 칸사이 TV 〈TV-DOS-T〉, 감독·각본)
- FRIED DRAGON FISH (1993년 3월 22일 방영, 후지 TV 〈La cuisine〉, 감독·각본)
- 쏘아올린 불꽃, 밑에서 볼까? 옆에서 볼까? (1993년 8월 26일 방영, 후지 TV 〈if 만약에〉, 감독·각본)
- 루너틱 러브 (1994년 1월 6일 방영, 후지 TV 〈기묘한 이야기〉, 감독·각본)
- 현자의 선물 (2001년 12월 24일 방영, 히로시마 홈 TV, 감수)
- 수수께끼의 전학생 (2014년 1월 10일 ~ 3월 28일 방영, TV 도쿄, 기획 프로듀스·각본·편집)
- 립반윙클의 신부 serial edition (2016년 방영, BS 스카파!, 감독·원작·각본·편집)

#### 영화
- undo (1994년 10월 7일 공개, 감독·각본)
- Love Letter (1995년 3월 25일 공개, 감독·각본·편집)
- 쏘아올린 불꽃, 밑에서 볼까? 옆에서 볼까? (1995년 8월 12일 공개, 감독·각본)
- PiCNiC (1996년 6월 15일 공개,감독·각본·편집)
- FRIED DRAGON FISH (1996년 6월 15일 공개, 감독·각본)
- ACRI (1996년 8월 31일 공개, 원작) (이시이 타츠야 감독)
- 스왈로우테일 버터플라이 (1996년 9월 14일 공개, 감독·각본·편집)
- ¥entown Band Swallowtail Butterfly (1996년 12월 7일 공개, 감독)
- 4월 이야기 (1998년 3월 14일 공개, 감독·각본·편집)
- 식일 (2000년 12월 7일 공개, 주연·촬영) (안노 히데아키 감독)
- 릴리 슈슈의 모든 것 (2001년 10월 6일 공개, 감독·각본·편집)
- Jam Films 〈ARITA〉 (2002년 12월 28일 공개, 감독·각본·편집·음악)
- 하나와 앨리스 (쇼트 필름) 제1장 〈하나의 사랑〉 (2003년 3월 전달, 감독·각본·편집·음악)
- 하나와 앨리스 (쇼트 필름) 제2장 〈하나의 폭풍우 I [비밀]〉 (2003년 7월 전달, 감독·각본·편집·음악)
- 하나와 앨리스 (쇼트 필름) 제2장 〈하나의 폭풍우 II [난무]〉 (2003년 8월 전달, 감독·각본·편집·음악)
- 하나와 앨리스 (쇼트 필름) 제3장 〈하나와 앨리스〉 (2003년 10월 전달, 감독·각본·편집·음악)
- 하나와 앨리스 (2004년 3월 13일 공개, 감독·프로듀스·각본·편집·음악)
- 무지개 여신 Rainbow Song (2006년 10월 28일 공개, 프로듀스·각본) (쿠마자와 나오토 감독)
- 이치카와 콘 이야기 (2006년 12월 16일 공개, 감독·각본·편집·음악)
- 하프웨이 (2009년 2월 21일 공개, 프로듀스·제작·편집) (키타가와 에리코 감독)
- BANDAGE 밴디지 (2010년 1월 16일 공개, 프로듀스·제작·각본) (코바야시 타케시 감독)
- 뉴욕, 아이 러브 유 (2010년 2월 27일 공개, 감독·각본·음악)
- DOCUMENTARY of AKB48 to be continued 10년 후, 소녀들은 지금의 자신을 어떻게 생각할까? (2011년 1월 22일 공개, 제작 총지휘) (칸치쿠 유리 감독)
- FUKUSHIMA DAY (2011년 12월 7일 한정 공개, 프로듀스) (사쿠라이 아미 감독)
- friends after 3.11 극장판 (2012년 3월 10일 공개, 감독·프로듀스·편집·출연)
- 뱀파이어 (2012년 9월 15일 공개, 감독·프로듀스·각본·촬영·편집·음악)
- 새 구두를 사야해 (2012년 10월 6일 공개, 프로듀스·제작·촬영·편집) (키타가와 에리코 감독)
- 멀리서 늘 곁에 있어 (2013년 6월 15일 공개, 음악) (나가사와 마사히코 감독)
- 립반윙클의 신부 (2016년 3월 26일 공개, 감독·원작·각본·편집)
- 라스트 레터 (2020년 1월 17일 공개, 감독·원작·각본·편집)
- 키리에의 노래 (2023)

#### 애니메이션
- BATON (2009년 4월 공개, 프로듀스·각본) (키타무라 류헤이 감독)
- 하나와 앨리스 살인사건 (2015년 2월 공개, 감독·제작·기획·프로듀스·원작·각본·편집·음악)
- 쏘아올린 불꽃, 밑에서 볼까? 옆에서 볼까? (2017년 8월 공개, 원작)

#### 뮤직 비디오
- 쿠와타 케이스케 〈언젠가 어느 곳에서 (I FEEL THE ECHO)〉 (1988년 3월)
- 하라 유코 〈걸〉 (1988년 4월)
- 모리카와 미호 〈HOW ARE YOU〉 (1988년 11월)
- ZARD 〈Good-bye My Loneliness〉 (1991년 2월)
- 나카야마 미호 〈CHEERS FOR YOU〉 (1995년 5월)
- 마츠 타카코 〈하늘의 거울〉 (1997년 6월)
- Lily Chou-Chou 〈글라이드〉 (2000년 4월)
- Lily Chou-Chou 〈공명 (공허한 돌)〉 (2000년 4월)
- 오오츠카 아이 〈쿠무리우타〉 (2007년 9월)
- AKB48 〈벚꽃 책갈피〉 (2010년 2월)
- miwa 〈짝사랑〉 (2012년 2월)
- Hitsujibungaku 〈Step〉 (2018년 1월)
- JY 〈별이 내리기 전에〉 (2018년 3월)

## 같이 보기
- 일본 영화